# Giro dell'Umbria 1933
Il Giro dell'Umbria 1933, quattordicesima edizione della corsa, si svolse il 15 ottobre 1933 su un percorso di 186 km con partenza e arrivo a Perugia. Fu vinto dall'italiano Aldo Bini, che completò il percorso in 6h13'00" precedendo i connazionali Adalino Mealli e Giovanni Mancinelli.
Riservato a dilettanti Senior e Iunior (III e IV categoria), il Giro si svolse in un formato a punti, assegnati in quattro traguardi intermedi e sul traguardo finale. Conclusero la prova 30 dei 40 ciclisti al via.

## Percorso
Organizzato dal V.C. Perugino, il Giro dell'Umbria 1933 venne corso sul seguente percorso: Perugia, Todi, Terni, Valico della Somma, Spoleto, Foligno, Perugia. A Todi, Terni, sul Valico della Somma e a Foligno erano posti i quattro traguardi intermedi, nei quali erano assegnati 5 punti al primo, 4 al secondo e così via fino al quinto, che riceveva 1 punto; il traguardo finale di Perugia assegnava invece punteggi doppi ai primi cinque (10 punti al primo, 8 al secondo, e così via fino al quinto che riceveva 2 punti), e 1 punto dal sesto al decimo classificato.

## Ordine d'arrivo (Top 10)
| Pos. | Corridore           | Squadra        | Tempo           |
| ---- | ------------------- | -------------- | --------------- |
| 1    | Aldo Bini           | A.C. Pratese   | 6h13'00" 21 pt. |
| 2    | Adalino Mealli      | U.C. Pistoiese | 20 pt.          |
| 3    | Giovanni Mancinelli | A.C. Pratese   | 13 pt.          |
| 4    | Pio Brozzetti       | V.C. Perugino  | 12 pt.          |
| 5    | Pietro Chiappini    | A.S. Roma      | 5 pt.           |
| 6    | Umberto Ricci       | S.S. Maccarese | 5 pt.           |
| 7    | Luigi Cerioni       | S.S. Jesi      | 5 pt.           |
| 8    | Umberto Guarducci   | A.S. Roma      | 4 pt.           |
| 9    | Livio Luzi          | F.G.C. Pesaro  | 3 pt.           |
| 10   | Guglielmo Caproni   | -              | 3 pt.           |